# Serafim Nikolajewitsch Sudbinin

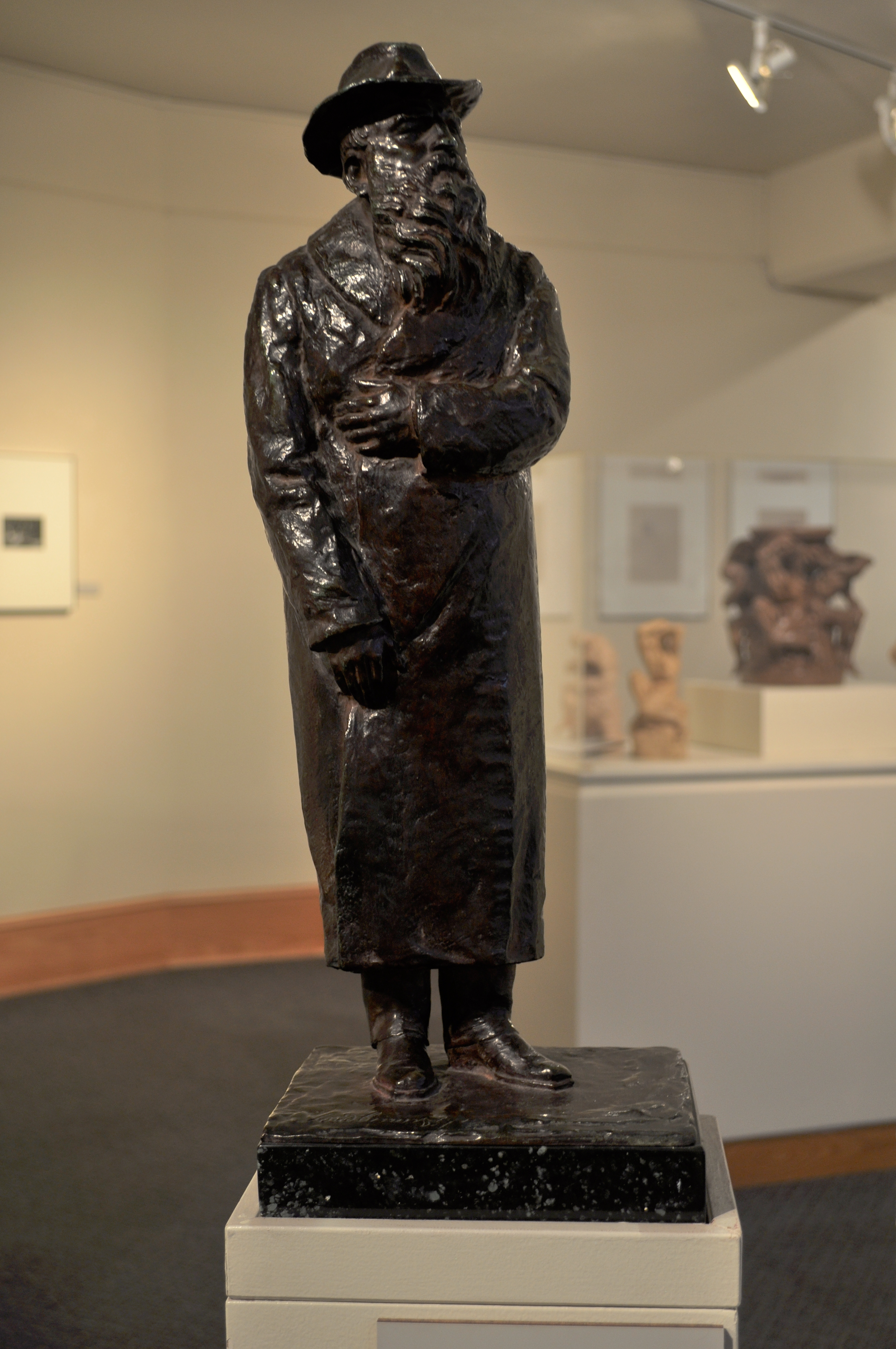
Serafim Sudbinin (August Rodin, 1910, Maryhill Museum of Art, Washington (Bundesstaat))

Serafim Nikolajewitsch Sudbinin, geboren Serafim Nikolajewitsch Golowastikow, (russisch Серафим Николаевич Судьбинин, geboren russisch Серафим Николаевич Головастиков, französisch Séraphin Nikolaevich Soudbinine; * 9. Märzjul. / 21. März 1867greg. in Nischni Nowgorod; † 1. November 1944 in Paris) war ein russisch-französischer Theaterschauspieler und Bildhauer.

## Leben
Golowastikow stammte aus einer ehemals reichen und dann verarmten Nischni Nowgoroder Kaufmannsfamilie der priesterlosen Altgläubigen, die sich auf leibeigene Bauern im Dorf Bogorodskoje bei Gorbatow zurückführte. Golowastikows Großvater war Ikonenmaler.
Golowastikow wuchs mit seinem Bruder bei seiner Mutter in Nischni Nowgorod auf und arbeitete dann als Telegrafist. In seiner Freizeit beteiligte er sich an Liebhaber-Theateraufführungen. Unter dem Pseudonym Sudbinin trat er 1881–1891 in der Truppe des Nischni Nowgoroder Theater-Unternehmers D. A. Belski auf. 1892 ging er mit Belski nach Astrachan und trat in Provinztheatern auf.
Im Mai 1898 trat Sudbinin in die erste Gruppe der Truppe des Moskauer Kunsttheaters ein. In Alexei Tolstois Tragödie Zar Fedor Iwanowitsch spielte er abwechselnd den Fürsten Schuisky und den Fürsten Mstislawsky. Er wirkte an den Stücken Antigone, Was ihr wollt, Kleinbürger, an Ibsen- und Hauptmann-Stücken u. a. mit. Im Nachtasyl spielte er abwechselnd mit Stanislawski den Satin.
Gleichzeitig beschäftigte sich Sudbinin mit Zeichnen, Modellieren und Fotografieren. Seine erste künstlerische Arbeit war die Statuette Stanislawskis in der Rolle des Dr. Stockmann in Ibsens Volksfeind, die Sudbinin Maxim Gorki für dessen Arbeitszimmer schenkte (jetzt im Nischni Nowgoroder Gorki-Museum). Nach einer Paris-Reise 1902 entschied sich Sudbini endgültig für die Bildhauerei, obwohl er noch einige Zeit auf der Bühne stand. Er stellte wiederholt seine Werke auf Kunstausstellungen in Moskau vor. Ab 1904 lebte er in Paris und konnte dank der Unterstützung Sawwa Morosows in den Ateliers Lew Sinajew-Bernsteins und Jean-Antoine Injalberts sich ausbilden. Ab 1906 war Sudbinin Schüler und Assistent Auguste Rodins. Sudbinins Werke waren wiederholt auf Ausstellungen in Paris, Moskau und St. Petersburg (bis 1916), Berlin, Venedig, München, Rom, New York und Washington, D.C. zu sehen. Als er 1908 Gast des Dirigenten Sergei Kussewizki in Biarritz war, schuf er eine Porträt-Skulptur des Komponisten Alexander Skrjabin. 1913 fertigte Sudbinin für die Kaiserliche Porzellanmanufaktur St. Petersburg eine Reihe von Schauspieler-Statuetten an.
Nach der Oktoberrevolution emigrierte Sudbinin nach Frankreich und lebte in Paris. Ab 1922 war er häufig in den USA, wo er viele Aufträge erhielt. Für den Finanzminister Andrew W. Mellon schuf er eine Reihe von Park-Skulpturen.
1925–1926 schuf Sudbinin zusammen mit Jean Dunand die Wandschirme Pianissimo und Fortissimo für das Musikzimmer in Solomon R. Guggenheims Haus in Port Washington auf Long Island. Sudbinin gestaltete die Wandschirme und fertigte die Basreliefs mit Engeln aus dem Jenseits an, während Dunand die Wandschirme lackierte. Nach Guggenheims Tod schenkte seine Witwe Irene Rothschild (1868–1954) die Wandschirme dem Metropolitan Museum of Art. Ebenfalls im  Metropolitan Museum of Art befindet sich auch eine Keramik-Skulptur Sudbinins vermutlich aus dem Jahr 1928.
In den 1930er Jahren beschäftigte Sudbinin sich mit künstlerischer Keramik und schuf Ziergeschirr und Tierfiguren. Viele seiner Werke aus dieser Zeit wurden vom Pariser Musée des Arts décoratifs und dem Musée national de Céramique in Sèvres erworben. Nachdem während des Zweiten Weltkriegs Sudbinins Atelier in Paris 1941 durch Bomben zerstört worden war, arbeitete er vor allem mit der Manufacture royale de porcelaine de Sèvres zusammen.
Werke Sudbinins aus verschiedenen Zeiten befinden sich im Russischen Museum in St. Petersburg, in der Tretjakow-Galerie in Moskau, im Moskauer Bachruschin-Theatermuseum, im Museum des Moskauer Kunst-Akademie-Theaters (MChAT) und in den Gorki-Museen in Moskau und Nischni Nowgorod.

## Werke (Auswahl)

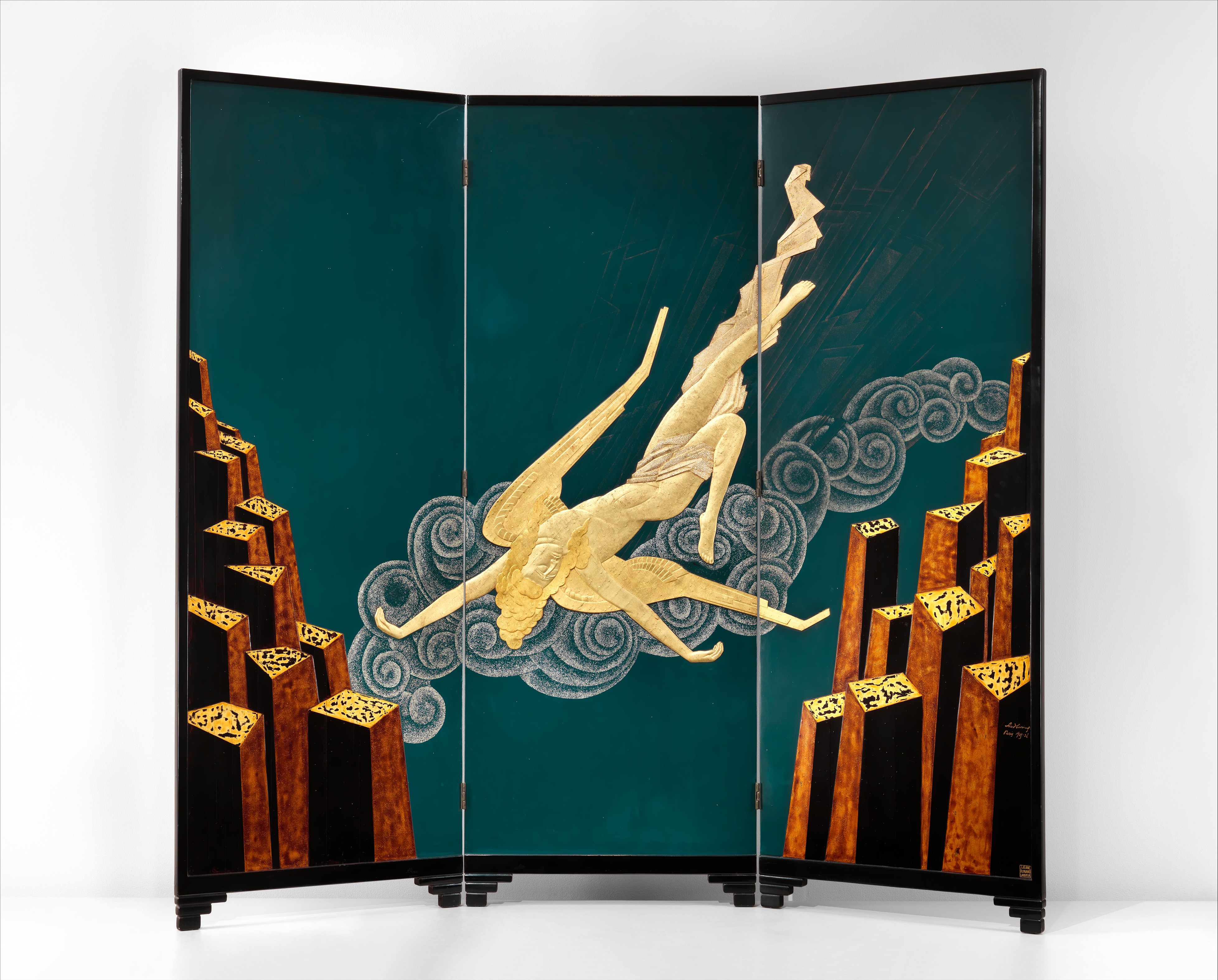
Pianissimo
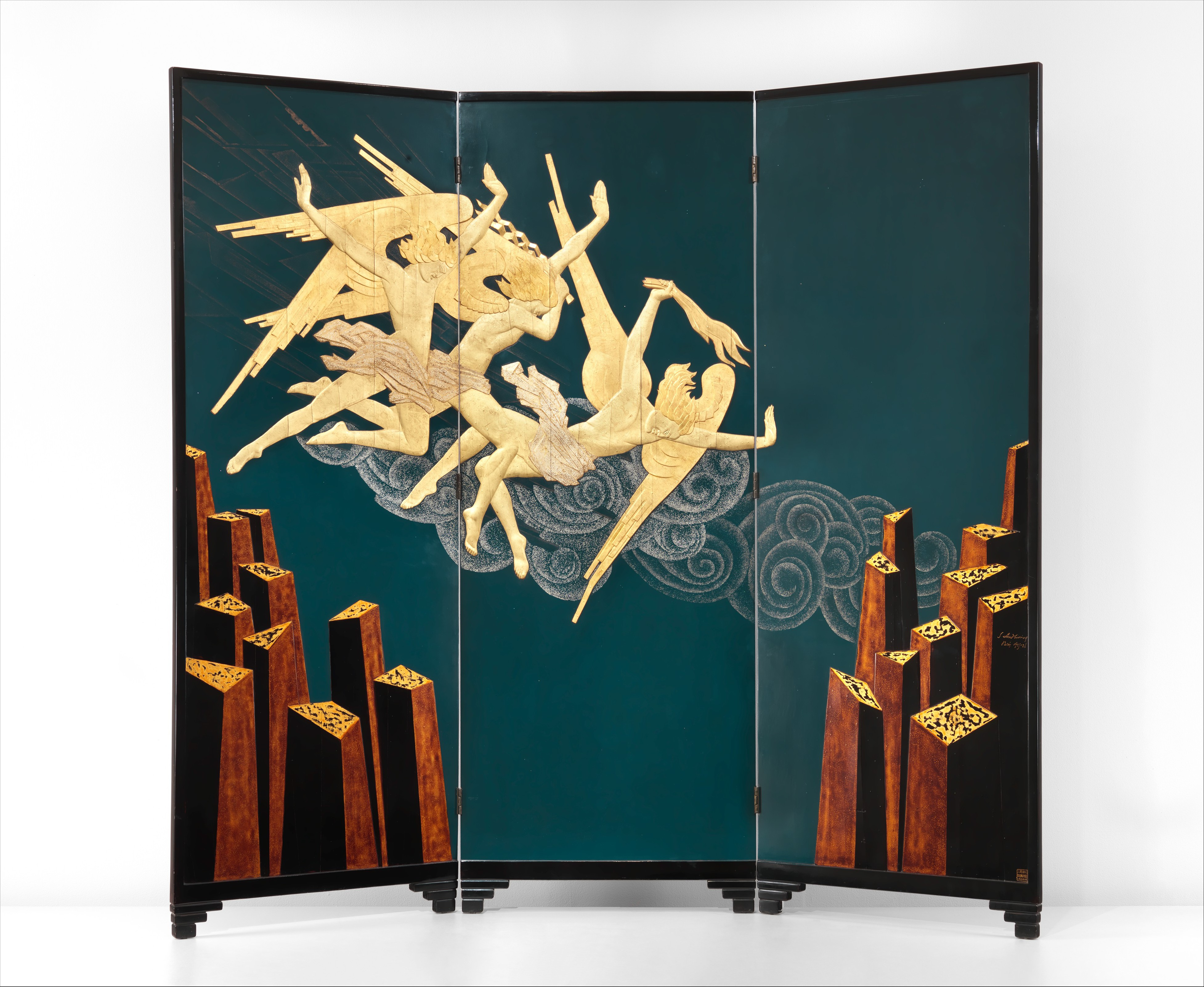
Fortissimo
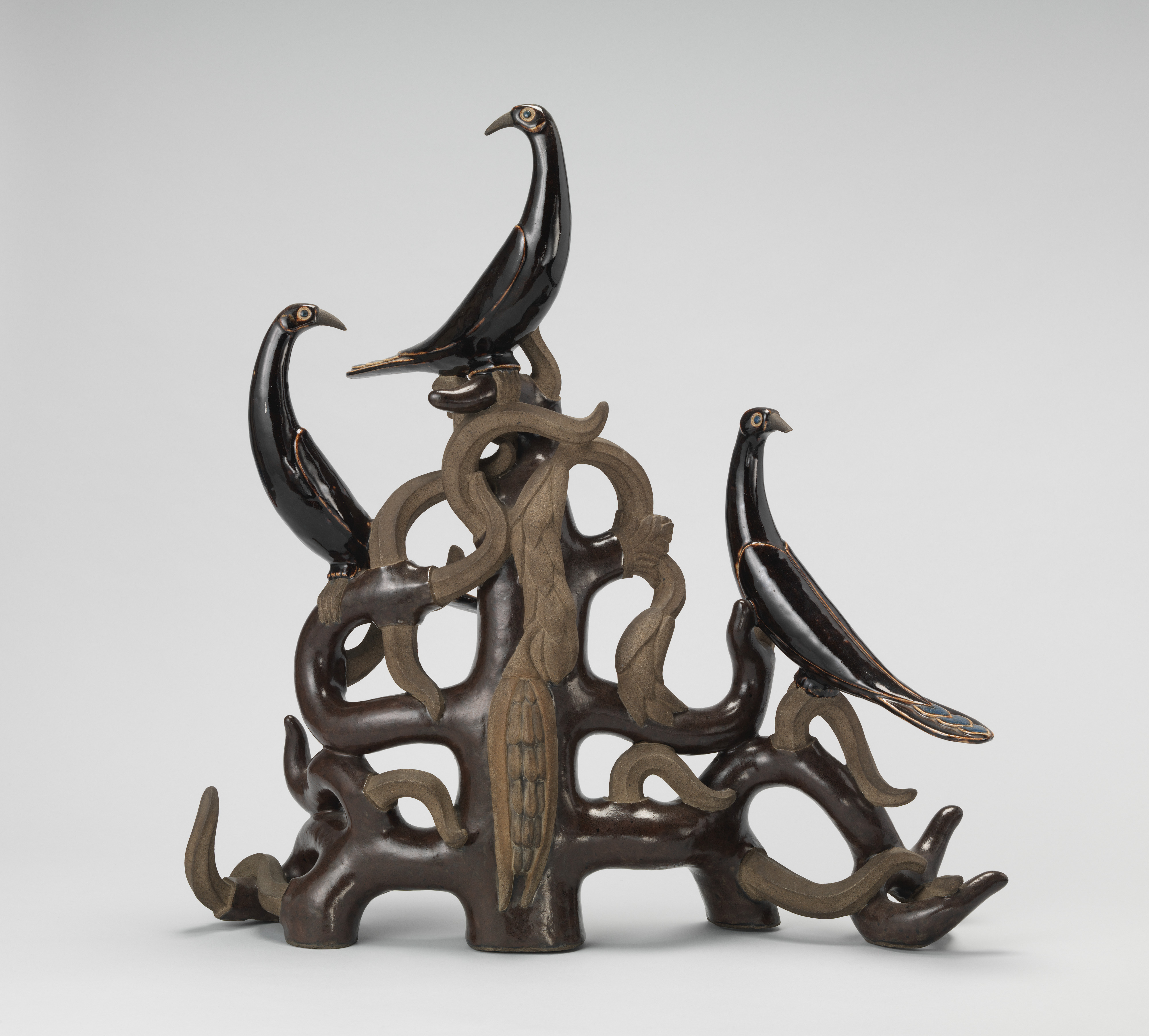
Keramik-Skulptur